# Peritassa sadleri
Peritassa sadleri là một loài thực vật có hoa trong họ Dây gối. Loài này được Lombardi mô tả khoa học đầu tiên năm 2004.